# Great Valley Products
A Great Valley Products (elterjedt rövidítéssel: GVP) 1987-ben alakult amerikai cég, mely Amiga hardverek gyártásával foglalkozott. Termékeik főként merevlemez-vezérlőkből és processzorkártyákból álltak.
Leginnovatívabb termékeik az A530 "sidecar" Amiga 500-hoz, a T-Rex II gyorsítókártya Amiga 4000-hez és az EGS 110/24 videókártya voltak. Az elsők között jöttek ki olyan merevlemez-vezérlő kártyával, mely bootolásra is képes volt.
A GVP elsősorban hardverfejlesztéssel foglalkozott, a gyártást külsős cégek végezték, míg a meghajtószoftvereket szabadúszó programozók írták. 1990-ban mindössze 22 alkalmazottja volt a cégnek.
A cég vezetésének jó része korábban a Commodore (röviden: C=) alkalmazásában állt, különböző vezető pozíciókban. Gerard Bucas, a GVP elnöke, a C= műszaki részlegének alelnöke volt. Jeff Boyer és Scott Hood a C= hardverfejlesztő mérnökei voltak.
1994-ben a cég elárverezte eszközeit, termékcsoportjait, melyeket 50/50%-ban a Power Computing és az M-Tec szerzett meg. Új cég alakult 1995-ben GVP-M néven, mely ugyanakkor a korábbi szakembergárdát nem vette át. Néhány termék gyártását ekkor újraindították, de új fejlesztések – egy-két kezdeti kivételtől eltekintve – már nincsenek.

## Termékek
Minden bővítőkártya tartalmazott valamennyi memóriabővítményt is és sok esetben kombinált kártyákról (pl. CPU és HDD vezérlő, CPU és videóvezérlő, stb.) beszélhetünk. A teljesség igénye nélkül, a fő funkció szerint kategorizálva:

### Merevlemez vezérlők
- Impact A2000-SCSI+8: 1989-ben Amiga 2000 modellhez készült SCSI merevlemez vezérlő és memóriabővítő (max. 8 MB SIMM) kártya.[7]
- Impact A2000-HC+8 Series II: 1990-ben kiadott Zorro II csatolófelületű SCSI 2 vezérlő és memóriabővítő kártya (max. 8 MB).[8]
- Impact A500 HD8+ Series II: 1990-ben Amiga 500-hoz készült SCSI 2 vezérlő és memóriabővítő kártya (max. 8 MB).[9]

### Gyorsítókártyák

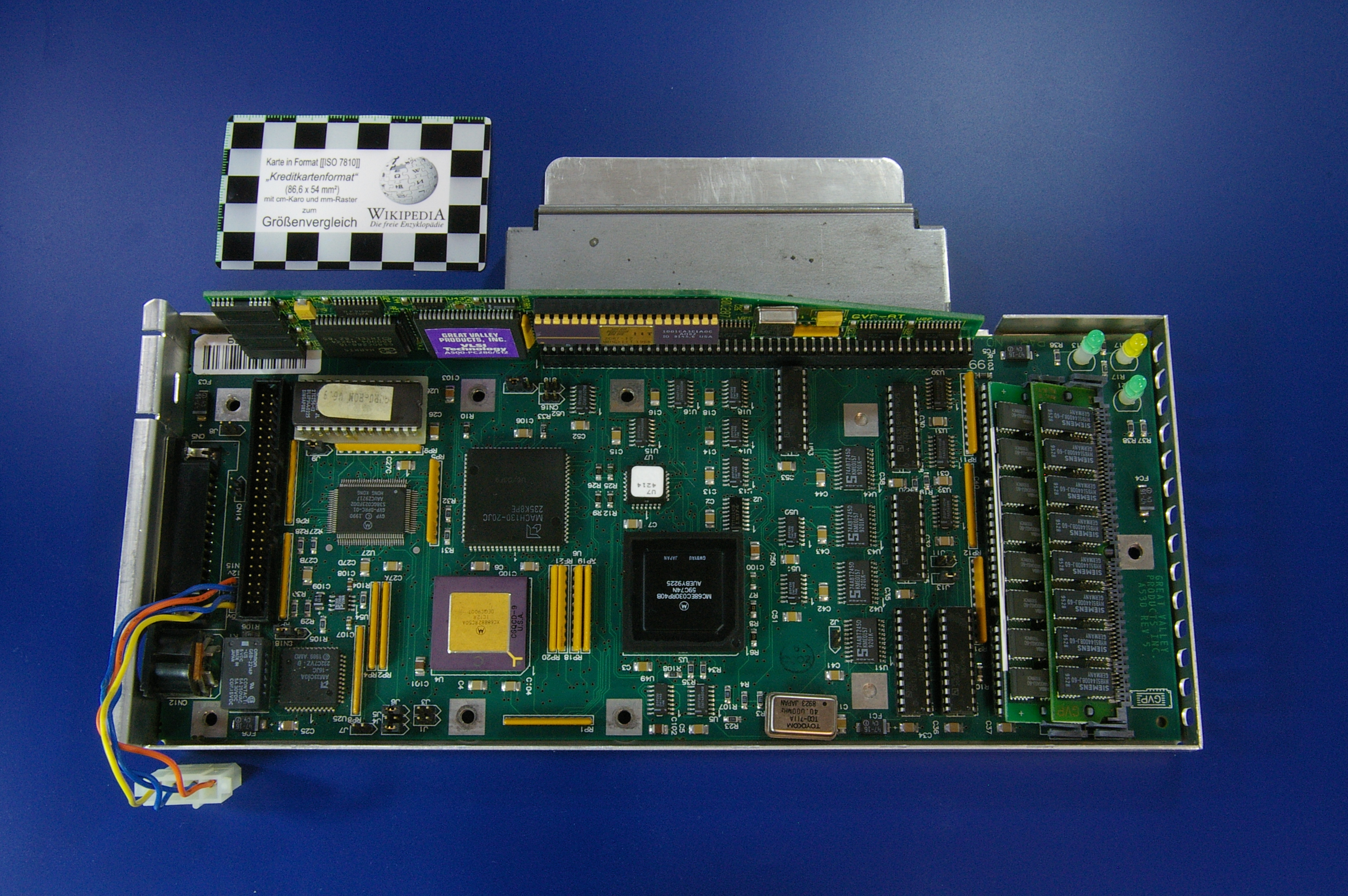
GVP A530 Turbo bővítőegység, beépített PC 286 kártyával

- A3001 Series II (Impact A2000-030): 1991-ben Amiga 2000 modellhez készült ún. "gyorsítókártya", mely 50 MHz-es Motorola 68030-as processzort, FPU-t, akár 20 MiB-ig bővíthető memóriafoglalatokat és egy IDE merevlemez-vezérlőt tartalmaz.[10]
- A530 (+PC286): 1992-ben Amiga 500-hoz adták ki ezt a komplex bővítőegységet, mely a gép oldalsó bővítőportjára csatlakoztatható (ún. "sidecar"). 40 MHz-es CPU-t, FPU-t, maximum 8 MiB RAM-ot, egy SCSI 2 vezérlőt tartalmazott, továbbá volt egy leánykártya-bővítőhely, ahova a PC 286 AT emulátor kártyát lehet opcionálisan csatlakoztatni.[2]
- T-Rex II: 1995-ben Amiga 4000 modellhez készült kombinált gyorsítókártya, mely 50 MHz-es Motorola 68060-as processzort, akár 32 MiB-ig bővíthető memóriafoglalatokat és egy SCSI 2 merevlemez-vezérlőt tartalmaz.[4]

### Videó- és hangkártyák
- EGS 110/24: 1992-ben Amiga 2000 modellhez készült – akkori – high-end CPU, HDD vezérlő, illetve videóvezérlő bővítőkártya.[3]
- EGS 28/24 Spectrum: 1993-ben Amiga 2000, Amiga 3000, Amiga 4000 modellekhez készült Zorro II/Zorro III csatolókkal kompatibilis videókártya.[11]
- DSS8+: 1993-ban kiadott, a párhuzamos portra csatlakoztatható sampler.[12]

## Ajánlott szócikkek
- Amiga
- Commodore International

## Fordítás
- Ez a szócikk részben vagy egészben  a   Great Valley Products című angol Wikipédia-szócikk fordításán alapul.  Az eredeti cikk szerkesztőit annak laptörténete sorolja fel. Ez a jelzés csupán a megfogalmazás eredetét és a szerzői jogokat jelzi, nem szolgál a cikkben szereplő információk forrásmegjelöléseként.